# Gynacantha nigripes
Gynacantha nigripes är en trollsländeart som beskrevs av Martin 1909. Gynacantha nigripes ingår i släktet Gynacantha och familjen mosaiktrollsländor. IUCN kategoriserar arten globalt som otillräckligt studerad. Inga underarter finns listade i Catalogue of Life.